# Audrey C. Delsanti
Audrey C. Delsanti, née le 27 août 1976, est une astronome française, maitresse de conférences à l'Université d'Aix-Marseille.
Elle a codécouvert plusieurs objets transneptuniens, dont (40314) 1999 KR16 (en 1999 alors qu'elle travaillait à l'observatoire de La Silla au Chili et pour lequel le Centre des planètes mineures la cite par erreur sous le nom « A. Dalsanti »), 2001 DB106, (123509) 2000 WK183, et 2001 HA59.
En 2003, elle soutient une thèse intitulée Les objets trans-neptuniens : détection et caractérisation physique à Sorbonne Université (FSI).
En 2004, elle obtient un contrat post-doctoral de la NASA en astrobiologie à l'Institut d'astronomie de l'Université d'Hawaï à Honolulu.
Depuis 2014, Audrey Delsanti est maitresse de conférences à l'Université d'Aix-Marseille et chercheuse au chercheuse au Laboratoire d'astrophysique de Marseille (LAM), dans l'équipe « Groupe systèmes planétaires ».
| (40314) 1999 KR16   | 16 mai 1999      | avec Olivier Hainaut                        |
| (123509) 2000 WK183 | 26 novembre 2000 | avec Olivier Hainaut et Catherine Delahodde |
| 2001 DB106          | 28 février 2001  | avec Olivier Hainaut                        |
| 2001 HA59           | 28 avril 2001    | avec Olivier Hainaut                        |